# Parc Karl Staaff
Le parc Karl Staaff (en suédois : Karl Staaffs park) est un parc public du quartier de Norrmalm à Stockholm en Suède. 

## Description
Le parc Karl Staaffs est situé à l'intersection de Birger Jarlsgatan et de Regeringsgatan.
L'endroit où se trouvent le parc Karl Staaffs et Eriksbergsplan de l'autre côté de Birger Jarlsgatan était autrefois connu sous le nom de Träsktorget, où se trouvait autrefois le pilori pour les punitions publiques.
Dans le parc est érigée la sculpture de Carl Eldh représentant l'homme politique libéral Karl Staaff, qui a donné son nom au lieu. 
Karl Staaff a été Premier ministre de Suède à deux reprises au début du XXème siècle.

## Galerie

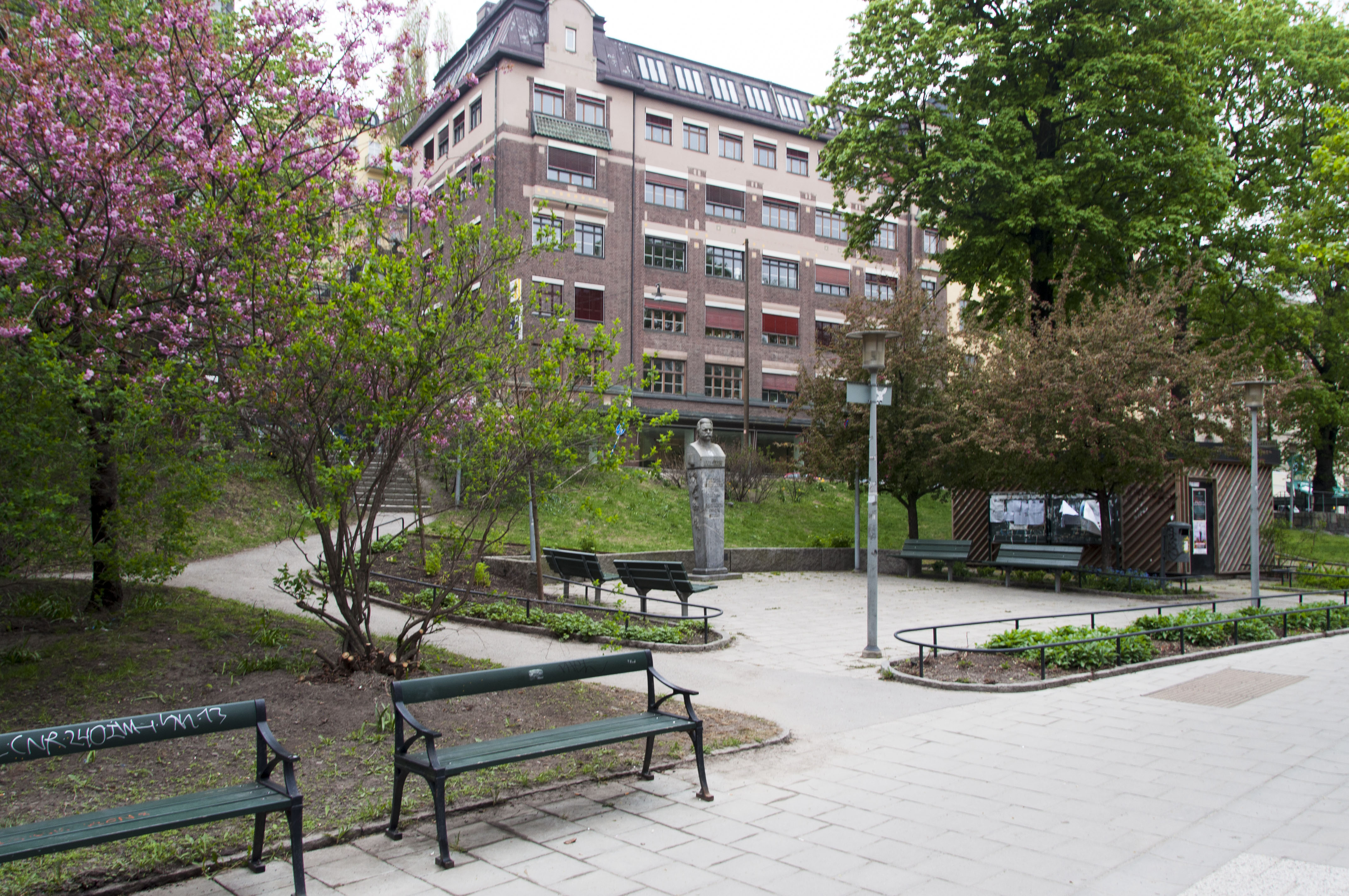
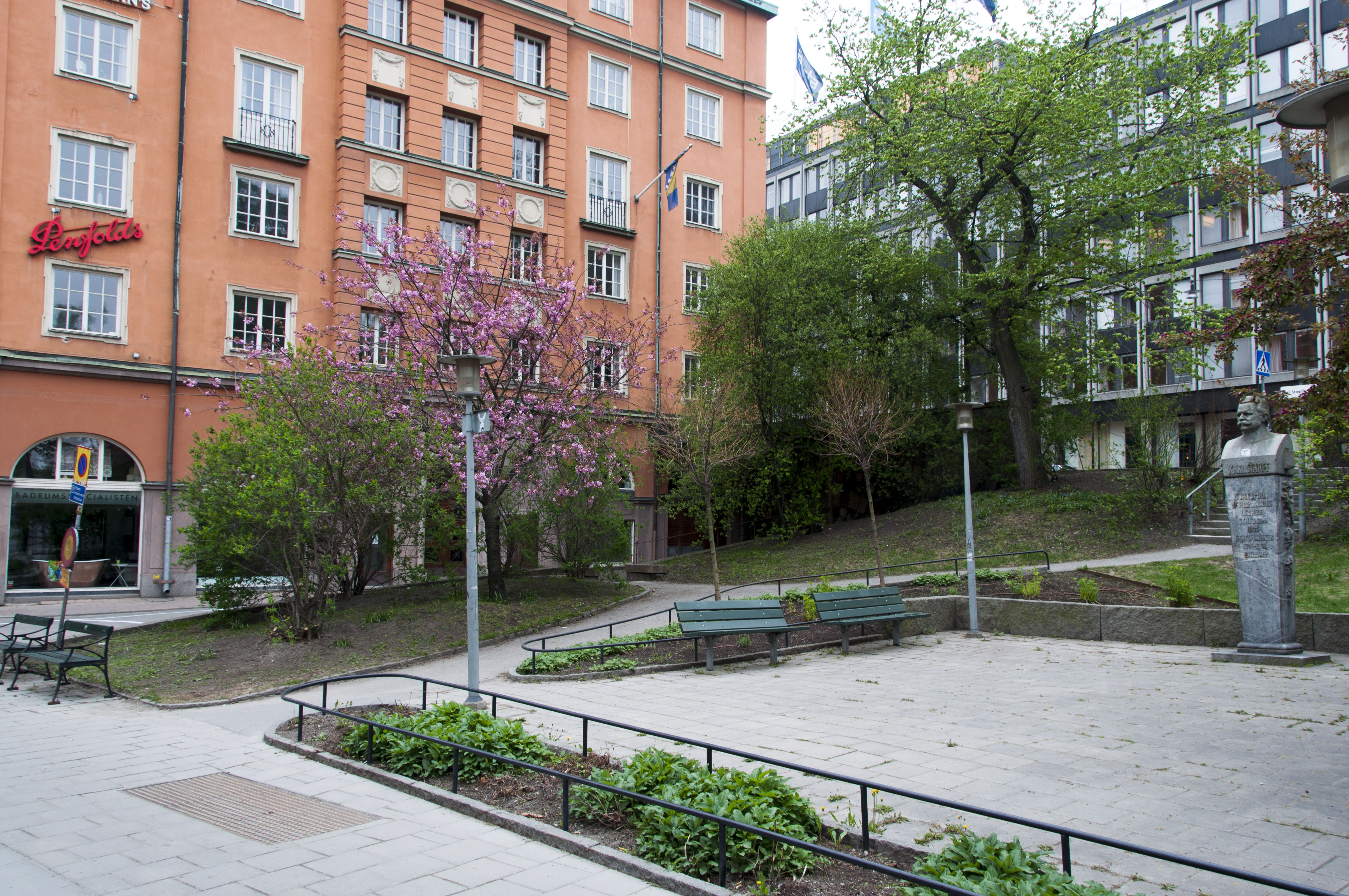
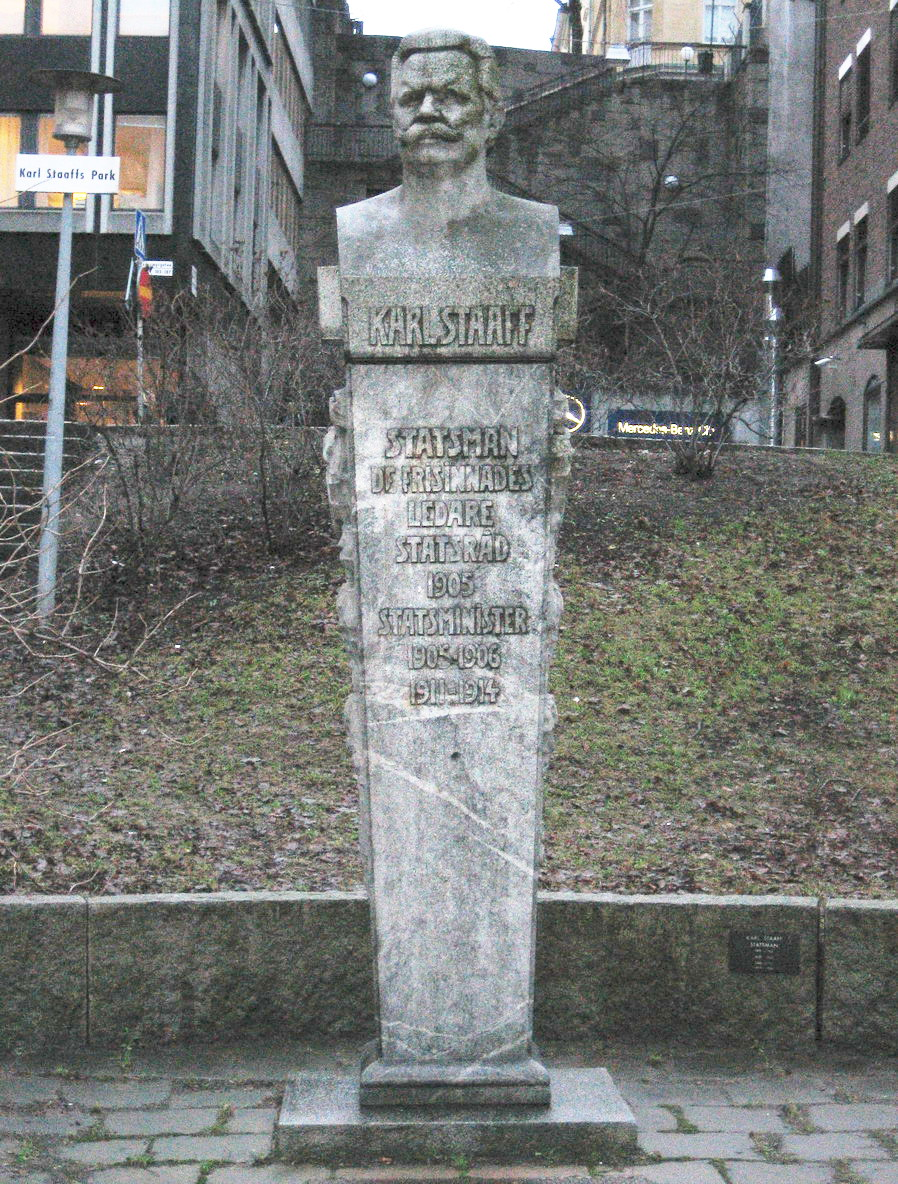
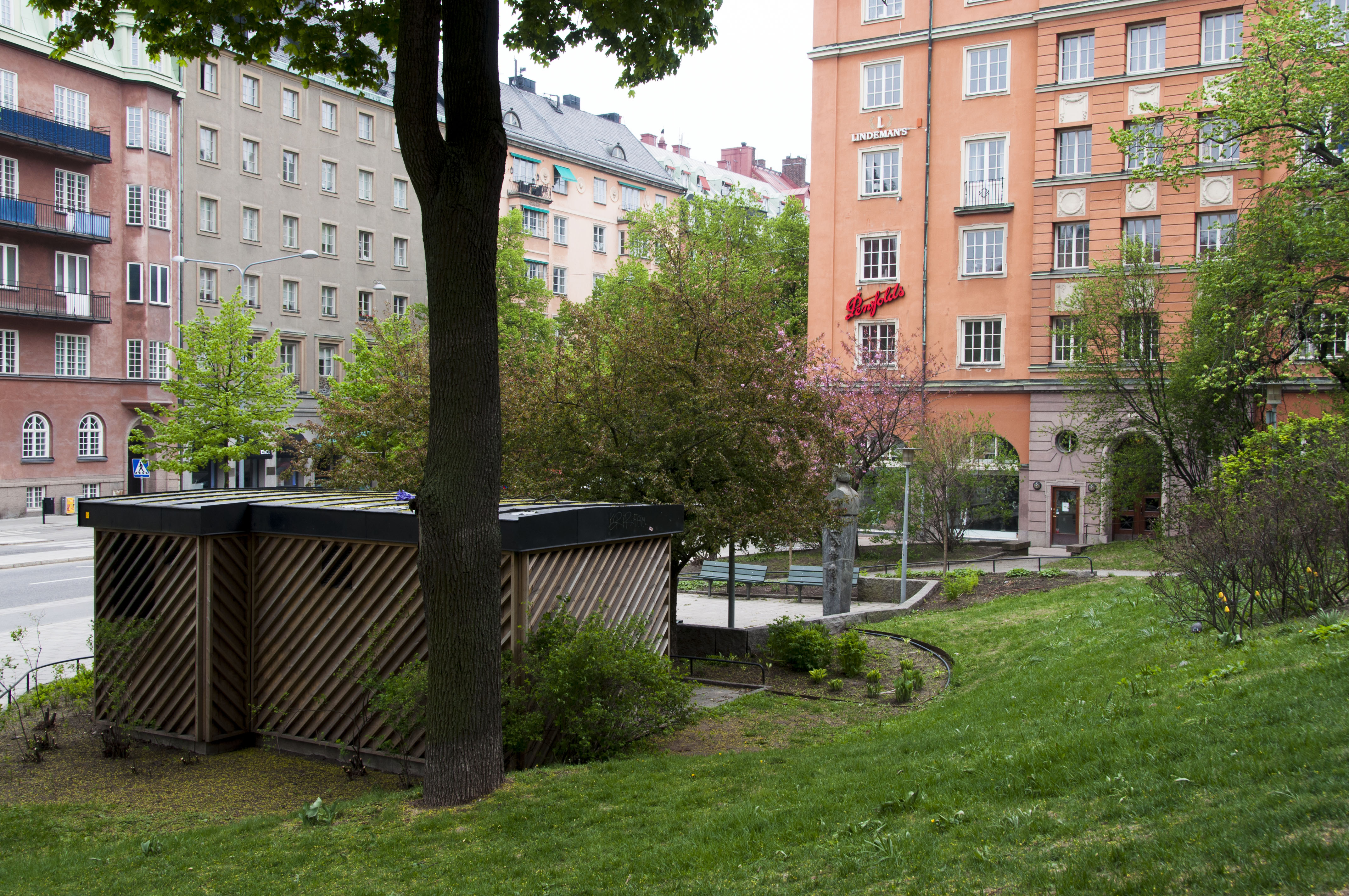
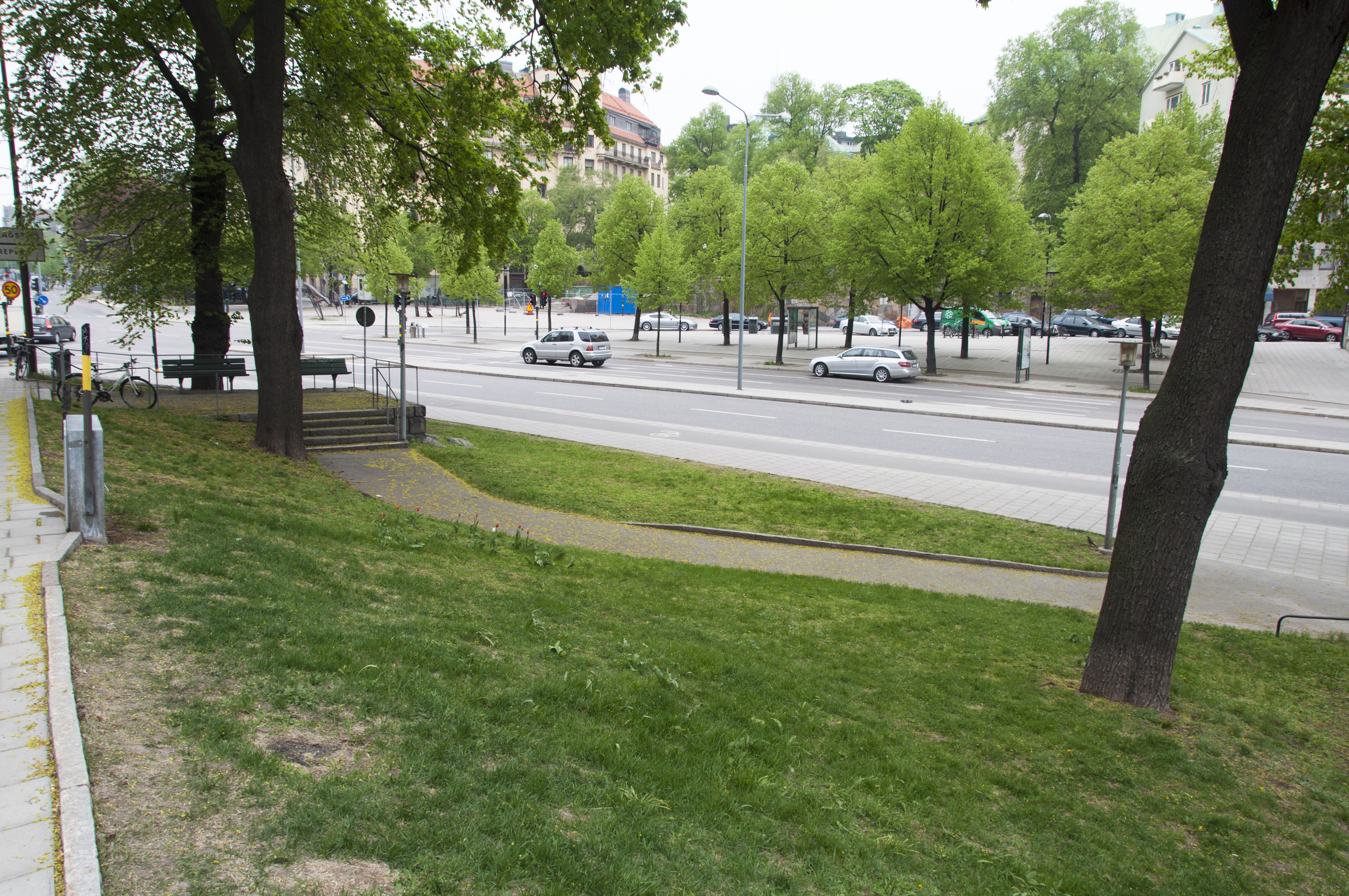